# Sphaerodactylus kirbyi
Espèce
Statut de conservation UICN

 VU B1ab(iii)+2ab(iii) : Vulnérable
Sphaerodactylus kirbyi est une espèce de geckos de la famille des Sphaerodactylidae.

## Répartition
Cette espèce est endémique de l'île de Bequia au Saint-Vincent-et-les-Grenadines.

## Étymologie
Cette espèce est nommée en l'honneur de I. Earle Kirby.

## Publication originale
- Lazell, 1994 : A new Sphaerodactylus (Sauria: Gekkonidae) from Bequia, Grenada Bank, Lesser Antilles. Breviora, n. 496, p. 1-20 (texte intégral).